# M. S. Gopalakrishnan
M. S. Gopalakrishnan (MSG) (10 juin 1931 - 3 janvier 2013) est un violoniste éminent de la musique indienne, tant de la musique carnatique que de la musique hindoustanie. Il donna son premier concert à 8 ans, et a parcouru le monde depuis avec son violon.